# Bormes-les-Mimosas
Bormes-les-Mimosas (bis zum 15. Februar 1968 Bormes, provenzalisch Bouarmo) ist eine französische Gemeinde mit 8361 Einwohnern (Stand 1. Januar 2022) an der Mittelmeerküste (Côte d’Azur) am Fuß des Maurenmassivs im Département Var in der Region Provence-Alpes-Côte d’Azur. Das Gemeindegebiet erstreckt sich in Hanglage von der Mittelmeerküste bis auf 642 m.

## Geschichte

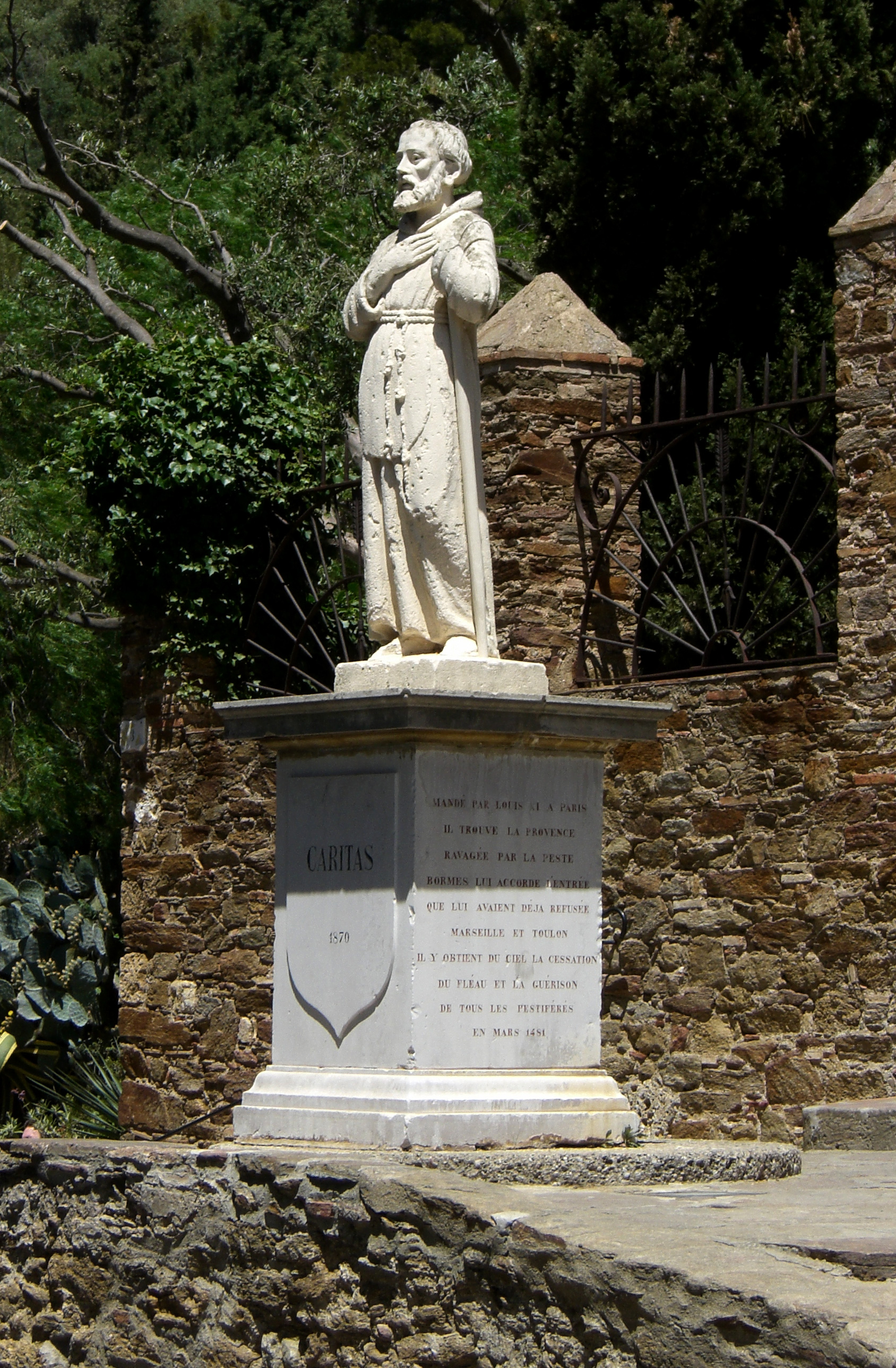
Der hl. Franz von Paola ist der Schutzpatron der Gemeinde.

Der Ort wurde erstmals im Jahr 1056 als Borma erwähnt, archäologische Befunde weisen aber auf eine Besiedelung seit keltischer Zeit zurück. Der Hafen von Brégançon, der heute zu Bormes zählt, war in der Antike ein wichtiger Umschlagsplatz für Blei und Granit aus nahegelegenen Bergwerken. Zahlreiche Relikte sind aus der Zeit der römischen Herrschaft erhalten.
Im Mittelalter wurde das Dorf mehrfach zerstört. Seit 730 plünderten es wiederholt die Sarazenen, 1393 die Korsaren. Einige Jahre zuvor hatten die Spanier den Ort überfallen. Im Jahr 1529 brannten es die Mauren nieder, 1539 der Genueser Andrea Doria und einige Jahre später, 1579 im Verlauf der Religionskriege, die Truppen des Comte de Carcès.
Der hl. Franz von Paola wurde zum Schutzpatron der Gemeinde erhoben, da er der im Jahr 1482 wütenden Pest Einhalt geboten haben soll. Eine Statue auf der Place St-François und die dem Patron geweihte Kapelle aus dem 16. Jahrhundert erinnern heute daran.
Im Jahr 1913 wurde ein Teil der Gemarkung der neu gegründeten Gemeinde Le Lavandou zugewiesen. Die Ergänzung des Namens um den Zusatz les Mimosas stammt erst aus dem Jahr 1968. Napoléon III. brachte die Mimosenbäume 1867 von seinen Feldzügen aus Mexiko mit und ließ sie in Bormes kultivieren.
Das auf einer Insel vorgelagerte Fort de Brégançon (die Festung von Brégancon) dient seit 1968 dem französischen Staatspräsidenten als Sommerresidenz.

## Straße der Mimosen
Bormes-les-Mimosas ist Ausgangspunkt der Straße der Mimosen, auch Mimosenstraße (La Route du Mimosa) genannt. Sie ist eine 130 Kilometer lange touristische Strecke, die entlang der Côte d’Azur über Rayol-Canadel-sur-Mer, Sainte-Maxime, Saint-Raphaël, Mandelieu-la-Napoule, Tanneron und Pégomas bis nach Grasse führt. Von Januar bis Mitte März stehen die ursprünglich aus Australien stammenden gelbblühenden Akaziengewächse in Blüte.

## Sehenswürdigkeiten

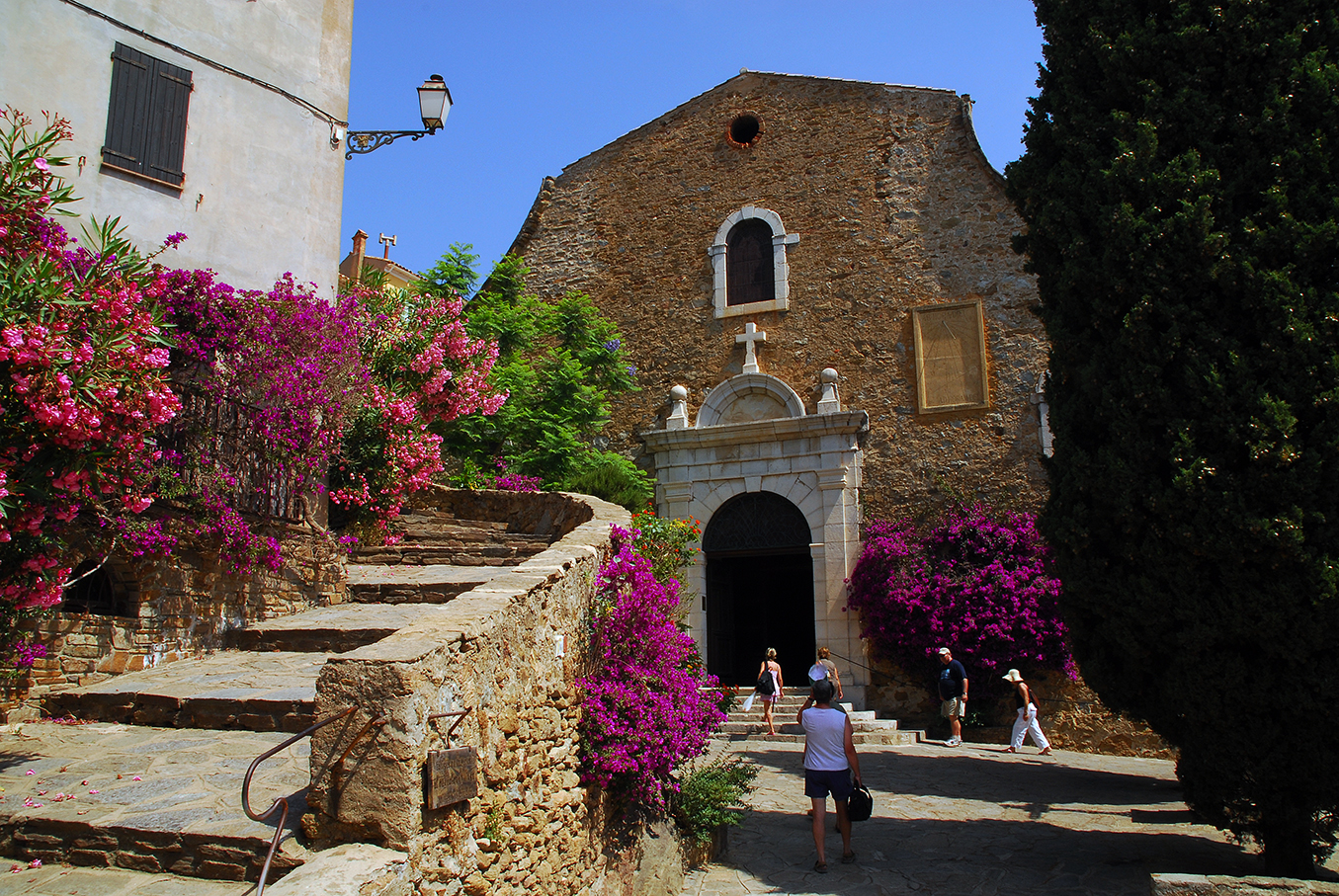
Église St-Trophyme

- Place St-Francois: Hier steht eine Statue zur Erinnerung an den Heiligen Franz von Paula. Ihm gegenüber ist die gegenüberliegende, von dunklen Zypressen umstandene Kapelle aus dem 16. Jahrhundert geweiht. Daneben liegt ein alter Friedhof, auf dem ein Denkmal für den Maler Jean-Charles Cazin steht.

- Eglise St-Trophyme: Das dreischiffige, romanisch beeinflusste Gebäude stammt aus dem 18. Jahrhundert. An der Fassade ist eine Sonnenuhr mit dem Sinnspruch Ab hora diei ad horam Dei („Von der Stunde des Tages zur Stunde Gottes“) angebracht. An den Pfeilern im Kircheninneren stehen sechs vergoldete hölzerne Büstenreliquiare, die aus der Entstehungszeit der Kirche stammen.

- Fort de Brégançon (nicht öffentlich)

- Provenzalische Gassen: Die Altstadt von Bormes wird durch dutzende Gassen durchzogen, die dem Ort seinen typisch provenzalischen Charakter geben.

- Château des Seigneurs de Foz: Oberhalb des Ortes liegt das alte Schloss. Die Lage des Schlosses ermöglicht einen attraktiven Blick auf die Inseln von Hyères sowie auf Bormes und das Cap Benat.

- Musée Arts et Histoire

- La chapelle Notre-Dame-de-Constance

Bormes-les-Mimosas
Bormes-les-Mimosas
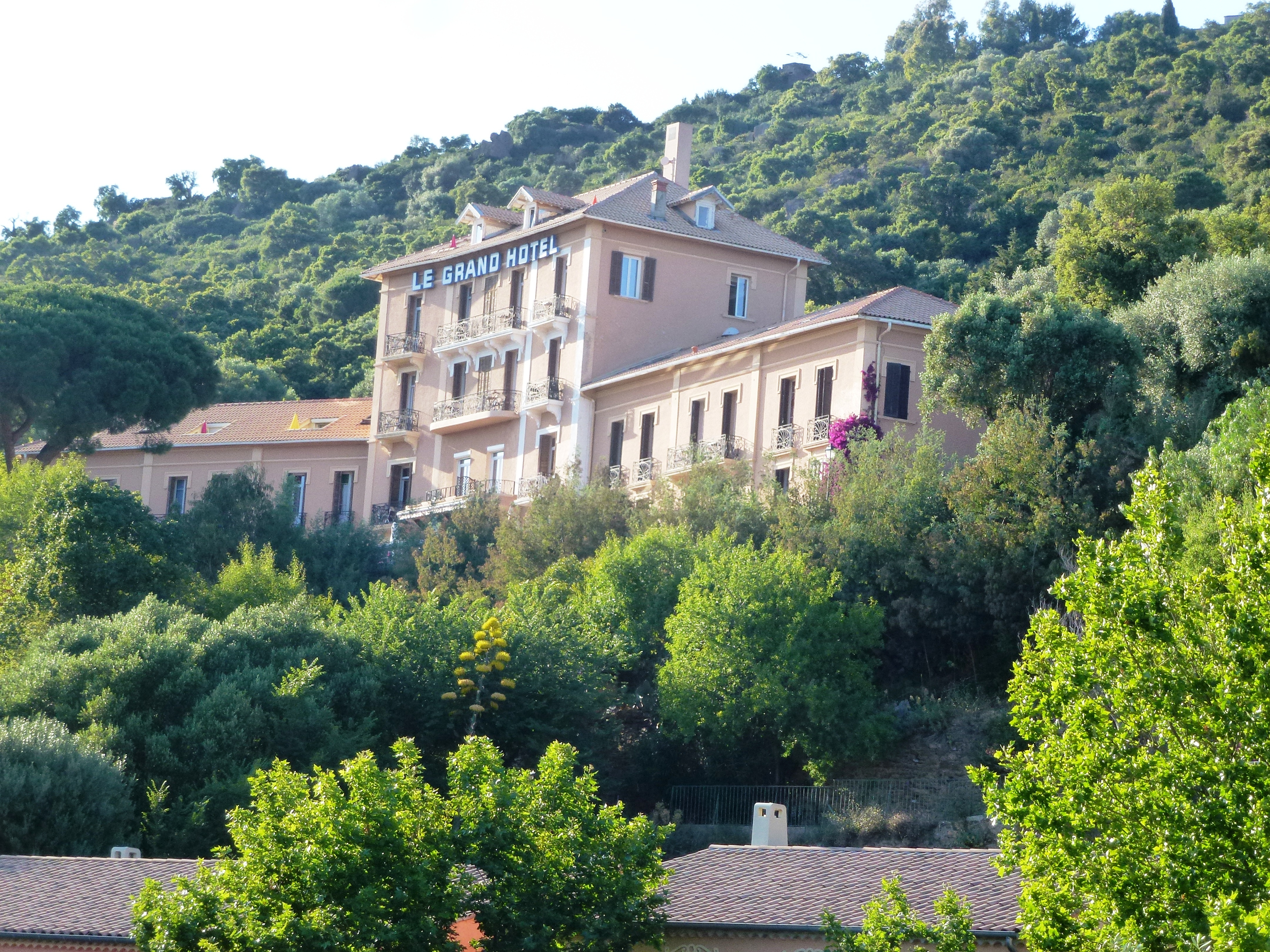
Eden Rose Grand Hôtel
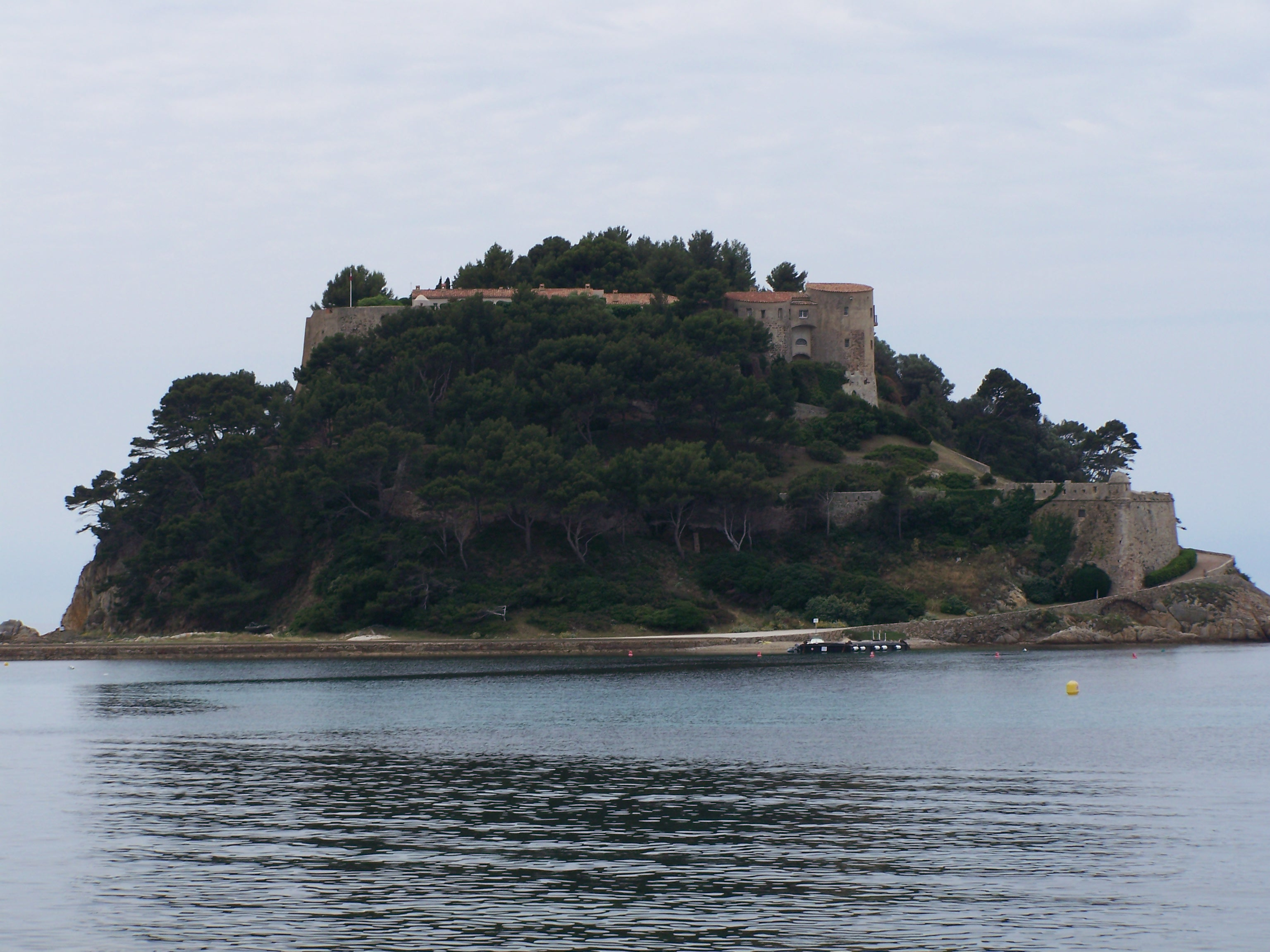
Fort de Brégançon

## Persönlichkeiten
Bormes ist die Heimat der Korsaren Hippolyte Mourdeille (1785–1807) und Hippolyte de Bouchard (1780–1837), des späteren argentinischen Revolutionärs. Der Maler Alfred Courmes (1898–1993) wurde ebenfalls hier geboren.